# 캐모마일 (종)
캐모마일(영어: chamomile, 학명: Chamaemelum nobile 카마이멜룸 노빌레[*])은 국화과의 여러해살이풀이다.

## 분포
유럽과 아프리카에 분포한다. 서유럽(영국, 아일랜드), 남유럽(스페인, 포르투갈, 프랑스), 북아프리카(모로코, 알제리), 마카로네시아(아소르스 제도)가 원산지이다.

## 특징
높이는 30cm 정도이며, 줄기가 옆으로 기듯이 퍼진다. 꽃은 5~9월에 피며, 흰색이다.

## 쓰임새
향이 강하여 관상용으로 이용된다.

## 같이 보기
- 저먼캐모마일